# سیارک ۲۰۷۹۰۱
سیارک ۲۰۷۹۰۱ (به انگلیسی: 207901 Tzecmaun، نامگذاری:2008US91) دویست و هفت هزار و نهصد و یکمین سیارک کشف شده‌است که در ۲۸ اکتبر ۲۰۰۸ کشف شد.